# Mickaël Hanany
Mickaël Hanany (* 25. března 1983 Vitry-sur-Seine, Île-de-France) je francouzský atlet, jehož specializací je skok do výšky.

## Kariéra
V roce 2000 obsadil 7. místo na juniorském mistrovství světa v chilském Santiagu. O rok později vybojoval na ME juniorů v italském Grossetu výkonem 219 cm bronzovou medaili. Na evropském šampionátu do 23 let v Bydhošti v roce 2003 skončil sedmý (221 cm). V roce 2005 splnil limit na světový šampionát do Helsinek, kde jen těsně nepostoupil do finále. V kvalifikaci skončil také na ME v atletice 2006 v Göteborgu a na Letních olympijských hrách 2008 v Pekingu. Na MS v atletice 2009 v Berlíně se podělil společně s Čechem Jaroslavem Bábou, Švédem Linusem Thörnbladem a Nizozemcem Martijnem Nuijensem o páté místo. V letech 2010 a 2011 byl sužován menšími zdravotními problémy, které mu nedovolily splnit limity na ME a na MS.

### 2012 – 2013
Jeho dosavadním největším úspěchem je bronzová medaile, kterou vybojoval na evropském šampionátu v Helsinkách v roce 2012. V kvalifikaci obsadil dělené třetí místo a postoupil do dvanáctičlenného finále. V něm měl problémy na výšce 228 cm, kterou nakonec zdolal posledním možným pokusem. Obdobně uspěl také Rus Sergej Mudrov, naopak čtyři výškaři na této výšce skončili. Další výšku 231 cm již nepřekonal i přesto si odvezl bronz. Stříbro získal Raivydas Stanys z Litvy a mistrem Evropy se stal díky lepšímu technickému zápisu Brit Robert Grabarz. Na Letních olympijských hrách 2012 v Londýně již podobný úspěch nezopakoval, když ve finále překonal 220 cm a obsadil poslední 14. místo. Bronzovou medaili získali tři výškaři, jenž skočili 229 cm. V roce 2013 skončil sedmý na halovém ME v Göteborgu.

### Osobní rekordy
- hala – 228 cm – 12. února 2010, Eaubonne
- venku – 232 cm – 13. června 2008, Des Moines